# Nhóm ngôn ngữ Slav Nam
Nhóm ngôn ngữ Slav Nam là một trong ba nhánh của ngữ tộc Slav. Có khoảng 30 triệu người nói, chủ yếu ở Balkan. Chúng bị phân tách về mặt địa lý với người nói của hai nhánh Slav còn lại (Tây và Đông) bằng một vành đai của những người nói tiếng Đức, tiếng Hungary và tiếng Rumani. Ngôn ngữ Slav Nam đầu tiên được viết (cũng là ngôn ngữ Slav được ghi nhận đầu tiên) là ngôn ngữ được sử dụng ở Thessaloniki vào thế kỷ thứ chín, bây giờ nó được gọi là tiếng Slav Giáo hội cổ. Nó được giữ lại như một ngôn ngữ phụng vụ trong một số nhà thờ Chính thống giáo Slav Nam dưới dạng truyền thống Slav Giáo hội địa phương.

## Phân loại
Các ngôn ngữ Slav Nam tạo thành một cụm phương ngữ. Tiếng Serbia, Croatia, Bosnia và Montenegro　tạo thành một phương ngữ đơn lẻ trong cụm này 
- miền Đông 
  - Tiếng Bulgaria
  - Tiếng Macedonia
  - Tiếng Slav Giáo hội cổ (không còn)
- miền Tây 
  - Tiếng Slovene
  - Tiếng Kajkavia
  - Tiếng Chakavia
  - Tiếng Serbia-Croatia

Có bốn ngôn ngữ tiêu chuẩn quốc gia dựa trên tiểu phương ngữ Herzegovina Đông của phương ngữ Shtokavia của Serbia-Croatia:
- Tiếng Serbia
- Tiếng Croatia
- Tiếng Bosnia
- Tiếng Montenegro